# Šibasaburó Kitasato
Šibasaburó Kitasato (japonsky 北里 柴三郎, Kitasato Šibasaburó; 29. ledna 1853 Oguni – 13. června 1931 Tokio) byl japonský lékař a bakteriolog. Je spoluobjevitelem bakteriálního původce dýmějového moru. Objevil ho v Hongkongu v roce 1894, téměř současně s Alexandrem Yersinem a nezávisle na něm. V roce 1890 Kitasato a Emil von Behring společně v Berlíně oznámili objev séra k léčbě záškrtu. Von Behring za to v roce 1901 obdržel Nobelovu cenu, na Kitasata však Nobelův výbor zapomněl.
Kitasato byl žákem Roberta Kocha na Berlínské univerzitě (1885-1891). V Berlíně pak nějaký čas pracoval, v roce 1891 se vrátil do Japonska a spoluzaložil zde Ústav pro studium infekčních nemocí. Když byl roku 1914 na příkaz vlády ústav inkorporován do Tokijské univerzity, Kitasato na protest odešel a založil si vlastní Kitasatův ústav. Ten se stal jádrem pozdější Kitasatovy univerzity. V roce 1921 založil firmu Sekisen Ken-onki na výrobu teploměrů (později přejmenována na Terumo Corporation). Byl také prvním děkanem lékařské fakulty na univerzitě Keio, prvním prezidentem Japonské lékařské společnosti a zasedal v horní komoře parlamentu, neboť byl v roce 1924 povýšen do šlechtického stavu s titulem danšaku (baron).